# سالم مروان
 سالم عبد الرحمن مروان (مواليد الرياض 1378هـ / 1958م - 13 مارس 2023م) حارس كرة قدم سعودي. لعب سابقاً لنادي النصر ومثل المنتخب السعودي وهو من أبرز من أنجبتهم الكرة السعودية، له أثر بارز على المنتخب السعودي وناديه النصر خلال عشرين عاماً قضاها في الملاعب وأسهم في هذه الفترة في تحقيق العديد من الإنجازات الرياضية.
سجل في نادي النصر السعودي أواخر الثمانينيات الهجرية (الستينات الميلادية)، وبدأ تمثيل النصر 1972 أمام القادسية السعودي ومثل النصر حتى 1990 حينما قاد النصر إلى النهائي بعد أن وقف وقفته أمام الاتحاد وصد ضربتي جزاء، ثم لعب النصر نهائي كأس الملك 1990 أمام التعاون التي كسبها النصر 0/2.

## إنجازاته مع النصر
حقق مع النصر السعودي بطولات الدوري ثلاثة مرات للأعوام 1980 و1981 و1989 بالإضافة إلى بطولات الكأس أعوام 1976 و1981 و1986 و1987 و1990.

## سبب اعتزاله
أصيب بشلل رباعي أنهى مسيرته الرياضية إثر حادث سير مروري، بعد أن تعرض لحادث انقلاب أثناء عودته من مكة المكرمة وكان يرافقه لاعب نادي النصر لكرة اليد محمد بشير حيث انفجر الإطار الأمامي وانقلبت سيارته فأصيب بشلل ومكث في مستشفى العزل بالطائف أكثر من عشر سنوات ثم انتقل لمستشفى النقاهة بالرياض.

## مشاركاته مع الأخضر
مثل المنتخب في دورة الصداقة بإيران 1976 وشارك بتصفيات كاس العالم أعوام 1978 و1982 ومثل المنتخب بدورات الخليج 1396 بقطر و1979 بالعراق و1988 بالرياض ومثل المنتخب في أولمبياد آسيا بسيئول -كوريا ج- 1988.
وأسهم بشكل كبير بتحقيق المنتخب السعودي لفضية الألعاب الآسيوية في سيئول عام 1987 حيث تألق أمام اللاعبين الكبار من نجوم المنتخب العراقي والكويتي وواصل المتنخب للنهائي بعد أن صد بعض ركلات الترجيح أمام الكويت والعراق.

## وقفته الشهيرة
وقد اشتهر بوقفته الشهيرة أثناء تسديد ركلة الجزاء حيث تخصص في صّد الركلات الجزائية، وكانت من أشهر مبارياته أمام المنتخب الكويتي وتصدى فيها للضربة الأخيرة ومكنت المنتخب من الفوز بالمباراة، وما زال الكثيرون يرون أنه كان من أفضل حراس المرمى في تاريخ الكرة السعودية، ويعد من القلائل الذين تركوا بصمة في حراسة المرمى السعودية. ولعل وقفته الشهيرة (بشكل منحني على خط المرمى) التي كان يستخدمها عند لعب ضربات الجزاء تعتبر دليلاً على براعته وابتكاره، وتعد مباراة فريقه النصر ضد الاتحاد في جدة آخر مباراة رسمية له مع الفريق وقد صد خلالها ركلتي ترجيح أهل بهما فريقه لنهائي الكأس والذي حصل عليه فريقه لاحقا.

## أخلاقه الرياضية
اشتهر بأخلاقه العالية وخلال مشواره الرياضي حصل على أربع كروت صفراء بسبب التأخير في الوقت، وحصل على كرت أحمر في مباراة الأرجنتين والسعودية خلال بطولة الكأس الذهبية في أستراليا 1988.

## ظهوره الإعلامي
لم يظهر إلا ثلاث مرات منذ مهرجان اعتزاله والذي كان في عام 1993 بعد الحادث الذي حصل له، وكانت المرة الأولى عام 2000 حينما كرم مع اللاعبين المشاركين في كأس العالم للأندية الأولى في البرازيل. أما الظهور الثاني له في الإعلام كان في يوم اعتزال لاعب الهلال يوسف الثنيان. وأما الظهور الثالث فكان في اعتزال رفيق دربه ماجد عبد الله.

## الإنجازات
- كأس الاتحاد 1976.
- كأس الملك 1976.
- الدوري الممتاز 1980.
- الدوري الممتاز 1981.
- كأس الملك 1981.
- كأس الملك 1986.
- كأس الملك 1987.
- الدوري الممتاز 1989.
- كأس الملك 1990.